# Москва-Шереметьєво (аеропорт)
Шереметьєво перенаправлено сюди. Для інших значень див. Шереметьєво (значення)
Міжнародний аеропорт «Шереметьєво» (IATA: SVO, ICAO: UUEE) — другий за величиною (після «Домодєдово») московський аеропорт, один з п'яти міжнародних аеропортів в Москві. Розташований на території міського округу Хімки Московської області за 9 (термінали D, E, F) та 13 км (термінали А, B, C) від МКАДу.
Аеропорт є базовим для найбільшої російської авіакомпанії «Аерофлот».
Аеропорт Шереметьєво включає (станом на літо 2012 року) шість пасажирських терміналів: А, B (раніше термінал 1), С, D, E та F (раніше термінал 2) і вантажний термінал: «Шереметьєво-карго». Компанія-експлуатант терміналів B, C, D, E та F — ВАТ «Міжнародний аеропорт «Шереметьєво» (ВАТ МАШ; 83,04%  належить державі, міноритарні пакети у «Аерофлоту», Зовнішекономбанку та банку ВТБ) .
Генеральний директор ВАТ «МАШ» (з 12 травня 2005 року) — Михайло Василенко.
Є хабом для авіаліній:
- Aeroflot
- Nordwind Airlines/Pegas Fly
- Royal Flight

## Територіальна приналежність
З середини 1990-х років до 2011 року за територіальну приналежність аеропорту сперечалися влада Москви. При цьому аеропорт формально завжди залишався в складі Московської області, оскільки в радянський період м. Москві аеропорт офіційно не передавався, а в пострадянський період угод про зміну кордонів не підписувалося аж до 2011 року.
Згідно закону «Про територіальний поділ Москви» з 1995 року територія аеропорту Шереметьєво входила до складу Молжаніновского району Москви, а згідно із законами Московської області — міського округу Хімки.
За угодою про кордон між суб'єктами федерації, прийнятому у вересні 2011 року, територія аеропорту «Шереметьєво» визнана приналежність до Московської області.

## Історія
Ініціатором створення «Шереметьєва» був тодішній голова радянської держави Микита Хрущов. За свідченнями сучасників, він був дуже вражений розмахом аеропорту «Хітроу» в Лондоні, де перебував з державним візитом, що прилетівши назад у СРСР та вийшовши з літака на новозбудованому військовому аеродромі ВПС СРСР «Шереметьєвський», оглянув пустир та сказав: «Пора б і у нас побудувати такий аеропорт». Його слова були сприйняті як керівництво до дії, і постановою уряду країни 31 липня 1959 року на базі колишнього військового аеродрому «Шереметьєвський» був організований аеропорт «Шереметьєво», а 12 серпня 1959 року аеропорт уже прийняв перший рейсовий літак Ту-104 з Ленінграда. Першим аеровокзалом Шереметьєво стало невеличке приміщення, що розташоване поруч з нинішнім терміналом B (Шереметьєво-1). Тоді ж почалося спорудження нового аеровокзалу з терміналом-«чаркою».
1 липня 1960 року в аеропорт «Шереметьєво» була переведена з «Внуково» міжнародна авіагрупа, таким чином аеропорт отримав статус міжнародного. В аеропорту розташовувалися літаки типів: Ту-104, Іл-14 та Іл-18, «Аерофлот» виконував з Шереметьєво до 23 закордонних рейсів. За перший рік роботи аеропорт обслужив 50 тисяч пасажирів і 3 тисячі тонн пошти та вантажів.
З 1961 року з «Шереметьєва» виконувалися спеціальні, чартерні та регулярні рейси на Кубу, в США, до Канади, Мексики, Аргентини та Австралії. 11 грудня 1964 року на базі міжнародної авіагрупи було створено транспортне керування міжнародних повітряних ліній, до складу якого увійшли повітряні судна для обслуговування міжнародних перевезень з аеропорту «Шереметьєво». До того часу аеропорт одночасно брав рейси 20 зарубіжних авіакомпаній.
У тому ж році був введений в експлуатацію аеровокзал «Шереметьєво-1». Ця споруда була збудована в передовому за мірками кінця 50-х архітектурному стилі і за своєю оригінальністю стала свого часу найкращою з вітчизняних споруд подібного типу. Архітектурною домінантою стало посадочна будівля, яка в народі отримало назву «чарка» і що стало родзинкою в образі Міжнародного аеропорту «Шереметьєво» на довгі роки.
До 1970 року аеропорт «Шереметьєво» вже був найбільшим у СРСР. За рік аеропорт обслуговував понад 1 млн пасажирів, рейси виконували 60 авіакомпаній світу. Напередодні проведення Московської Олімпіади, 17 листопада 1977 року був закладений перший камінь у фундамент нового аеровокзалу «Шереметьєво-2», розташованого на місці старого терміналу міжнародних авіаліній. Навесні 1980 року він був введений в експлуатацію.
У 1985 році аеропорт «Шереметьєво» обслужив 3,5 млн пасажирів. Регулярні польоти в закордонні країни виконувалися за 172 маршрутами в 122 пункти 97 країн світу. У цьому ж році було введено в експлуатацію міжнародний вантажний аеровокзал з пропускною спроможністю до 150 тисяч тонн різноманітних вантажів.
До осені 2007 року в Міжнародний аеропорт «Шереметьєво» на регулярній основі здійснювали польоти понад 70 авіакомпаній. Через Шереметьєвські термінали проходили понад 15 млн пасажирів на рік. Це п'ята частина загальної кількості пасажирів, відправлених з аеропортів Російської Федерації на той рік.
У першій половині 2000-х років в «Шереметьєво» почали відчуватися проблеми, пов'язані з браком пропускної спроможності через підвищення стандартів безпеки та дуже незручними засобами сполучення аеропорту з Москвою. Ці проблеми повинно було вирішити будівництво двох нових терміналів та залізничного сполучення до Савелівського вокзалу (діяло з 2008 року по 2010) та Білоруського вокзалу (діє з 2009 року).
У березні 2007 року відкрився новий термінал C. Восени 2008 року в будівлі терміналу C відкрилася православна каплиця (в грудні 2010 року також відкрито каплицю в терміналі E).
У Міжнародному аеропорту «Шереметьєво» вперше в Росії встановлена і успішно функціонує трирівнева система автоматичного огляду багажу, в якій використовуються інтроскопи останнього покоління MVT і багатофункціональний томограф Examiner. У рамках забезпечення високого рівня безпеки на входах у термінальні комплекси аеропорту діють пункти огляду пасажирів та відвідувачів. У наступних пунктах передпольотного огляду фахівці-експерти, використовуючи сучасні прилади з діагностики рідин, виявляють заборонені до перевезення рідини та рідиновмісні сполуки.
У цілях профілактики авіаційних подій та попередження актів незаконного втручання в «Шереметьєво» також діють такі системи безпеки, як:
- просвічування багажу та ручної поклажі;
- інтегрована система відеоспостереження;
- профайлінг (метод психологічного тестування);
- робота кінологічної служби.

«Шереметьєво» співпрацює з авіакомпаніями, що представляють альянси Sky Team, Star Alliance. До 2015 році «Шереметьєво» має намір стати найкращим аеропортом-хабом в Європі за якістю обслуговування пасажирів. Очікується, що до 2015 році аеропорт буде обслуговувати 35 млн пасажирів на рік. Система менеджменту якості аеропорту сертифікована за стандартом ISO 9001:2008.
З жовтня 2015 року розпочалося будівництво нової злітно-посадкової смуги № 3 довжиною 3200 м і шириною 60 м. В результаті початку будівництва ЗПС було майже повністю ліквідоване Перепечинське шосе, що з'єднувало Перепечин з Ленінградським шосе безпосередньо, що різко ускладнило транспортне сполучення Перепечина і сусідніх сіл з Москвою і Солнечногорськом. Вона повинна була бути введена в дію в 2018 році, до початку чемпіонату світу з футболу, але терміни були зірвані підрядниками. Відкриття нової смуги відбулося 19 вересня 2019 року за участю представника Президента РФ з питань природоохоронної діяльності, екології та транспорту С. Б. Іванова, Міністра транспорту РФ Е. І. Дітріха, Керівника Росавіації А. В. Нерадько, Губернатора Московської області А. Ю. Воробйова, Голови Ради директорів АТ «МАШ» А. А. Пономаренко. Будівництво смуги було обумовлено збільшенням числа рейсів, в тому числі за рахунок переведення частини рейсів в Шереметьєво з аеропорту Внуково. За даними Мінтрансу, після відкриття ЗПС-3, аеропорт зможе збільшити кількість злітно-посадкових операцій на годину, з 55 до 90. Першим приземлився на смугу Airbus A320, авіакомпанії «Аерофлот», який прилетів в день відкриття з аеропорту Пулково в Санкт Петербурзі.

## Технічні дані
Летовище Шереметьєво — першого класу, приймає всі типи повітряних суден як вітчизняного, так і іноземного виробництва, крім Аеробус A380. У 2002 році аеропорту присвоєна III А категорія ІКАО, що дозволяє забезпечувати посадки повітряних суден при вертикальній видимості не менше 15 метрів і при дальності видимості на злітно-посадковій смузі (ЗПС) не менш 200 метрів. Зліт виконується при дальності видимості на злітно-посадковій смузі (ЗПС) не менш 200 метрів, без обмежень по вертикальній видимості. Аеропорт має у своєму розпорядженні двома паралельними ЗПС (завдовжки 3 550 та 3 700 м) з цементобетонним та армобетонним покриттям відповідно, проте недостатня відстань між ЗПС (менше 250 метрів) не дозволяє використовувати їх як дві незалежні ЗПС, зліт і посадка на обох смугах здійснюється з тими ж інтервалами безпеки, що і з однієї ЗПС. У зв'язку з цим існує проект будівництва 3-ї ЗПС завдовжки 3 200 метрів, яка буде розташовуватися на північ від терміналів A та B. Ця смуга повинна збільшити пропускну спроможність аеропорту вдвічі. Однак реалізація будівництва ускладнена перенесенням кількох населених пунктів (включаючи село Ісаково), вирубкою лісу і рядом інших проблем.

## Термінали
За станом на грудень 2011 року в Шереметьєво діє шість терміналів: A, B, C, D, E та F. Також працює вантажний комплекс «Шереметьєво-Карго», обслуговуючий вантажні перевезення.
| Термінал | Фото | Опис | Відкрито |
| -------- | ---- | --- | -------- |
| A        |      | Розташований у північній частині аеропорту, на схід від терміналу B. Призначений для обслуговування пасажирів ділової авіації. Презентація терміналу відбулася 21 грудня 2011 року. Початок роботи терміналу планується 15 січня 2012 року. | 2012     |
| B        |      | Був збудований та введений в експлуатацію 1961 року. Знаходиться у північній частині аеропорту, поруч з терміналом C. Поділяється на 3 будівлі: зал прильоту, зал вильоту та «чарку» — посадковий термінал, який отримав свою назву за схожу на чарку форму. | 1961     |
| C        |      | 12 березня 2007 року — відкрито новий Термінал С міжнародного класу. Його пропускна здатність — 5 млн пасажирів на рік. У будівлі терміналу є православна каплиця, яка відкрилася восени 2008 року. Розташований у північній частині аеропорту, поруч з терміналом B. Обслуговує 5 млн людей на рік або 1 500 пасажирів на годину, встановлено 30 стійок реєстрації, 36 кабін паспортного контролю, трирівнева автоматична система огляду багажу, автоматична система сортування багажу. Шість стоянок терміналу оснащені телескопічними трапами. Термінал С пов'язаний пішохідною галереєю з багатоярусною автомобільною парковкою на 1 000 місць, загальна площа комплексу становить 40 000 квадратних метрів. | 2007     |
| D        |      | «Аерофлот» намагався реалізувати проект нового терміналу під пілотним назвою Шереметьєво-3 починаючи з січня 2001 року. Однак будівництво почалося лише у вересні 2005 року, коли остаточно стало зрозуміло, що далі зволікати не можна: Шереметьєво вперше почало поступатися за кількістю пасажирів конкуренту Домодєдово, який почав швидко розвиватися, і до нього з Шереметьєво пішли два великих міжнародних авіаперевізника British Airways та SWISS. Будівництво власного терміналу для «Аерофлоту» було однією з умов вступу авіаперевізника в SkyTeam Alliance. За проектом площа нового терміналу повинна була скласти 172 000 м², пропускна спроможність — 12 млн пасажирів на рік.. Підрядник будівництва — турецька компанія Enka, оператор будівництва — ВАТ «Термінал».. Термінал D був збудований при фінансовій участі Зовнішекономбанку, що увійшов у капітал ВАТ «Термінал» та видав йому кредит у 221 млн доларів США". Ці гроші, у свою чергу, були взяті в кредит Зовнішекономбанком у японських банках для цільового фінансування будівництва нового терміналу. 15 листопада 2009 року в 9:15 ранку перший рейс з терміналу D (нову офіційну назву Шереметьєво-3) урочисто відправився в Сочі. Вартість будівництва терміналу D склала близько мільярда доларів. Ряд експертів вважав, що для окупності проекту при пасажиропотоці близько 5 млн тариф за користування аеровокзалом необхідно встановити хоча б на рівні 40$ з пасажира (відсотки по кредиту близько 10 %, термін окупності 10 років, погашення 100 млн на рік, звідси щорічні платежі — 200 млн, при вказаному пасажиропотоці дає зазначену цифру), замість нинішнього рівня 203 руб.. До квітня 2012 року терміналом D, на відміну від інших терміналів, керувала окрема структура — ВАТ «Термінал», яка контролюється «Аерофлотом». Навесні 2012 року ВАТ «Термінал» було приєднано до ВАТ «Міжнародний аеропорт Шереметьєво», в число акціонерів якого увійшли «Аерофлот», «Зовнішекономбанк» та ВТБ | 2009     |
| E        |      | 28 березня 2010 року був проведений тестовий запуск терміналу E, цей термінал зв'язав термінали D і F. Пропускна здатність даного терміналу 7 млн пасажирів на рік. | 2010     |
| F        |      | Колишній «Шереметьєво-2». Введений в експлуатацію навесні 1980 року. Розташований він на півдні аеропорту, поряд з терміналами D, E та залізничним терміналом. Він має п'ятнадцять стоянок, обладнаних телескопічними трапами. Пропускна здатність 7 млн пасажирів на рік. | 1980     |

## Авіакомпанії та напрямки, вересень 2019

### Пасажирські
| Авіакомпанія             | Пункт призначення |
| ------------------------ | --- |
| Аерофлот                 | Абакан, Актау, Актобе, Аліканте, Алмати, Амстердам, Анапа, Анталія, Архангельськ, Астана, Астрахань, Афіни, Атирау, Баку, Бангкок-Суварнабхумі, Барселона, Барнаул, Берлін-Шенефельд, Пекін, Бейрут, Бєлгород, Белград, Бішкек, Болонья, Брюссель, Будапешт, Бухарест, Бухара, Бургас, Каїр, Копенгаген, Челябінськ, Кишинів, Коломбо, Делі, Дрезден, Дубай-Аль-Мактум, Дубай, Дублін, Дюссельдорф, Франкфурт, Женева, Гетеборг, Грозний, Гуанчжоу, Гамбург, Ханой, Ганновер, Гавана, Гельсінкі, Хошимін, Гонконг, Стамбул-Аеропорт, Іркутськ, Іжевськ, Калінінград, Караганда, Казань, Ханти-Мансійськ,Кемерово, Хабаровськ, Кустанай, Краснодар, Красноярськ, Кизилорда, Ларнака, Лісабон, Любляна, Лондон-Хітроу, Лос-Анджелес, Ліон, Мадрид, Магнітогорськ, Махачкала, Мале, Малага, Марсель, Маямі, Мілан-Мальпенса, Мінеральні Води, Мінськ, Мюнхен, Мурманськ, Нальчик, Неаполь, Назрань, New York–JFK, Ніцца, Нижньокамськ, Нижньовартовськ, Нижній Новгород, Новокузнецьк, Новосибірськ, Новий Уренгой, Омськ, Оренбург, Ош, Осло-Гардермуен, Париж-Шарль де Голль, Перм, Петропавловськ-Камчатський, Пхукет, Прага, Рига, Рим-Фіумічіно, Ростов-на-Дону, Санкт-Петербург, Салехард, Самара, Саранськ, Саратов, Самарканд, Сеул-Інчхон, Шанхай-Пудун, Шимкент, в окупований Сімферополь, Сочі, Софія, Стокгольм-Арланда, Штутгарт, Сургут, Сиктивкар, Таллінн, Ташкент, Тбілісі, Тегеран-Імам Хомейні, Тель-Авів, Тенерифе-Південний, Салоніки, Тиват,Токіо-Наріта, Томськ, Тюмень, Уфа, Улан-Батор, Ульяновськ-Баратаєвка, Валенсія, Венеція, Верона, Відень, Вільнюс, Воронеж, Владикавказ, Владивосток, Волгоград, Варшава, Вашингтон, Якутськ, Єкатеринбург, Єреван, Южно-Сахалінськ (з 27 жовтня 2019), Загреб, Цюрих Сезонний: Геленджик, Іракліон, Пальма-де-Мальорка, Спліт |
| Air Algérie              | Алжир |
| Air Astana               | Алмати, Нур-Султан (все завершується 26 жовтня 2019) |
| Air China                | Пекін |
| Air France               | Париж-Шарль де Голль |
| Air Malta                | Мальта |
| Air Serbia               | Белград |
| AirBaltic                | Рига |
| Alitalia                 | Рим-Ф'юмічіно Сезонний: Катанія, Мілан-Мальпенса, Палермо |
| Ariana Afghan Airlines   | Кабул, Мазарі-Шариф |
| Azur Air                 | Анталія, Даламан, Бодрум, Ларнака, Пхукет і багато інших. |
| Beijing Capital Airlines | Ганчжоу, Ціндао |
| Belavia                  | Мінськ |
| British Airways          | Лондон–Хітроу |
| Brussels Airlines        | Брюссель |
| Bulgaria Air             | Софія Сезонний: Бургас, Варна |
| Cham Wings Airlines      | Дамаск |
| China Eastern Airlines   | Шанхай-Пудун, Сіань |
| China Southern Airlines  | Гуанчжоу, Ланьчжоу, Шеньчжень, Ухань, Урумчі |
| Czech Airlines           | Прага |
| Ellinair                 | Салоніки |
| Finnair                  | Гельсінкі |
| Hainan Airlines          | Пекін |
| Iran Air                 | Сезонний: Тегеран-Імам Хомейні |
| KLM                      | Амстердам |
| Korean Air               | Сеул-Інчхон |
| LOT                      | Варшава-Шопен |
| MIAT Mongolian Airlines  | Берлін-Тегель, Улан-Батор |
| Nordwind Airlines        | Благовєщенськ, Бохтар, Чебоксари, Челябінськ, Фергана, Ганновер, Казань, Хабаровськ, Краснодар, Красноярськ–Ємельяново, Магнітогорськ, Мінеральні Води, Нижньокамськ, Нижньовартовськ,Новосибірськ, Оренбург, Орськ, Перм, Ростов-на-Дону, Ст Петербург, Самара, Саратов, Сімферополь, Сочі, Туркменабат, Уфа, Варадеро, Волгоград, Єкатеринбург, Єреван Сезонний: Карші, Наманган, Самарканд, Тюмень, Ургенч, Якутськ Сезонний чартер: Амман, Анталія, Акаба, Бангкок-Суварнабхумі, Бургас, Камрань, Канкун, Кайо-Коко, Даламан, Джерба, Жирона, Іракліон, Ольгин, Ізмір, Крабі, Ларнака, Монастір, Пхукет, Пуерто-Плата, Пунта-Кана, Реус, Салала, Самана, Санта-Клара, Санта-Домінго, Занзібар |
| PegasFly                 | Благовєщенськ, Чебоксари, Гуанчжоу, Казань, Краснодар, Нижньокамськ, Оренбург, Орськ, Самара, Саранськ, Волгоград, Сімферополь, Уфа, Єкатеринбург Сезонний: Анталія, Акаба, Даламан, Фучжоу, Ханчжоу, Ізмір, Стамбул-Сабіха Гекчен, Цзінань, Ларнака, Монастір, Наньнін, Нанкін, Шицзячжуан, Тайюань-Усу, Сіань, Чженчжоу |
| Rossiya                  | Бангкок-Суварнабхумі, Денпасар, Краснодар, Хабаровськ, Магадан, Мінеральні Води, Оренбург, Париж-Орлі, Петропавловськ-Камчатський, Ростов-на-Дону, Ст Петербург, в окупований Сімферополь, Сочі, Владивосток, Южно-Сахалінськ |
| Royal Flight             | Сезонний чартер: Агадір, Анталія, Барселона, Бодрум, Коломбо, Даламан, Денпасар, Джерба, Дубай-Аль-Мактум, Енфіда, Гоа, Газіпаша, Гуян, Крабі, Камрань, Макао, Тайвань-Таоюань, Пунта-Кана, Паттая, Пхукет, Фукуок, Родос |
| Severstal Air            | Апатити, Череповець |
| Sichuan Airlines         | Ченду |
| SmartWings               | Прага |
| Tianjin Airlines         | Чунцин, Тяньцзинь Сезонний: Хух-Хото |
| Ural Airlines            | в окупований Сімферополь, Сочі, Єкатеринбург |
| Vietnam Airlines         | Ханой |

### Вантажні
| Авіакомпанія            | Пункт призначення |
| ----------------------- | --- |
| AirBridgeCargo Airlines | Амстердам, Анкоридж, Атирау, Пекін-Шоуду, Ченду, Чикаго-О'Хара, Франкфурт, Гельсінкі, Гонконг, Джакарта, Лейпциг/Галле, Лондон-Хітроу, Лос-Анджелес, Мілан-Мальпенса, Париж-Шарль де Голль, Пномпень, Сеул-Інчхон, Шанхай-Пудун, Сінгапур, Тайбей, Токіо-Наріта, Сарагоса, Чженчжоу |
| Air Koryo               | Пхеньян |
| ASL Airlines Belgium    | Льєж |
| Korean Air Cargo        | Франкфурт, Сеул-Інчхон |
| Lufthansa Cargo         | Франкфурт, Сеул-Інчхон, Токіо-Наріта |
| Silk Way Airlines       | Баку, Маастрихт/Аахен |
| Turkish Airlines Cargo  | Стамбул-Ататюрк |
| Aviastar-TU             | Лейпциг |

## Статистика
| Рік  | Пасажирообіг | % Зміна |
| ---- | ------------ | ------- |
| 2010 | 19,329,000   | ▬       |
| 2011 | 22,555,000   | ▲ 17%   |
| 2012 | 26,188,000   | ▲ 16%   |
| 2013 | 29,256,000   | ▲ 12%   |
| 2014 | 31,568,000   | ▲ 7.9%  |
| 2015 | 31,612,000   | ▲ 0.2%  |
| 2016 | 34,030,000   | ▲ 8%    |
| 2017 | 40,093,000   | ▲ 17.8% |
| 2018 | 45,836,000   | ▲ 14.3% |